# Како горе, тако и доле
„Како горе, тако и доле“ је популарна савремена парафраза другог стиха Смарагдне плоче (сажетог и загонетног херметичког текста који је први пут датиран из арапског извора с касног осмог или почетка деветог века), а како се појављује у свом најшире објављеном средњовековном латинском преводу:
лат. 

 Оно што је горе попут је ономе што је доле, а оно што је доле попут је ономе што је горе.
Парафраза је својствена својој латинској верзији која не преводи оригинални арапски, који гласи „од“, а не „попут је“.
Након што су га користили истакнути модерни окултисти као што су Хелена П. Блаватски (1831–1891, суоснивач Теозофског друштва) и анонимни аутор Кибалиона (често се сматра Вилијам В. Еткинсон, 1862–1932, пионир покрета Нова мисао), парафраза је почела да живи сопственим животом, постајући често цитиран мото у Њу ејџ кружооцима.

## Окултистичка тумачења

### Откривена ИзидаХелене П. Блавацке (1877)
Окултисти који су били одговорни за популаризацију парафразе су је генерално разумели у контексту доктрине Емануела Сведенборга (1688–1772) о кореспонденцији између различитих планова постојања, снажно разрађене верзије класичне аналогије макрокосмоса и микрокосмоса. Пионир ове интерпретација је била Хелена П. Блавацки (1831–1891), чији радови садрже неке од најранијих појављивања фразе као независног аксиома. Уопштено говорећи из перенијалистичке перспективе, Мадам Блавацка је ову фразу повезала са бројним историјски неповезаним системима мишљења као што су питагореизам, кабала и будизам.

Из дела Блаватске Откривена Изида (1877):
Његов [тј. Сведенборгова] доктрина кореспонденције, или херметичког симболизма, је доктрина Питагоре и кабалиста — „како горе, тако и доле“. Исто тако и будистичких филозофа, који, у својој још апстрактнијој метафизици, изврћући уобичајени начин дефиниције који дају наши ерудитни учењаци, невидљиве типове називају једином стварношћу, а све остало последицама узрока, или видљивим прототипима — илузије. 
У свим аналима свете или профане историје нема истакнутог лика чији прототип не можемо наћи у полу-фиктивним и полустварним традицијама прошлих религија и митологија. Као што се звезда, која светлуца на неизмерној удаљености изнад наших глава, у безграничном пространству неба, одражава се у глатким водама језера, тако се и слике људи из претпотопног доба одражавају у периодима које можемо да прихватимо историјска ретроспектива. „Како горе, тако је и доле. Оно што је било, вратиће се поново. Како на небу, тако и на земљи."
Дух минерала, биљке или животиње може почети да се формира овде и достиже свој коначни развој милионима година касније, на другим планетама, познатим или непознатим, видљивим или невидљивим астрономима. Јер, ко је у стању да оспори претходну теорију, да ће сама Земља, попут живих бића која је родила, на крају, и након што прође кроз сопствену фазу смрти и распада, постати етеризована астрална планета? „Као горе тако доле;” хармонија је велики закон природе.

### Кибалион(1908)
Иако је задржала тумачење фразе у смислу Сведенборгове доктрине кореспонденције, она је била нешто ближе повезана са филозофским ментализмом (првенство ума као активног узрока ствари) старогрчке Херметике анонимног аутора Кибалиона ( 1908, 'Три Посвећена', можда Вилијам В. Еткинсон, 1862–1932).  Следи неколико дословних цитата из књиге:
II. Принцип кореспонденције.
„Како горе, тако и доле; како доле, тако горе“ – Кибалион.

 Овај принцип оличава истину да увек постоји кореспонденција између закона и феномена различитих планова Бића и Живота. Стари херметички аксиом гласио је овим речима: „Како горе, тако доле; како доле, тако и горе“. [. . . ] Овај принцип има универзалну примену и испољавање, на различитим плановима материјалног, менталног и духовног универзума – то је Универзални закон. [. . . ] Као што познавање принципа геометрије омогућава човеку да мери удаљена сунца и њихова кретања, док седи у својој опсерваторији, тако познавање принципа кореспонденције омогућава човеку да интелигентно расуђује од познатог до непознатог. [. . . ] 
Поља кореспонденције.
"Како горе, тако доле; како доле, тако и горе." — Кибалион.

 Велики Други херметички принцип оличава истину да постоји хармонија, сагласност и кореспонденција између неколико равни Манифестације, Живота и Бића. Ова истина је истина јер све што је укључено у Универзум произилази из истог извора, и исти закони, принципи и карактеристике важе за сваку јединицу или комбинацију јединица активности, јер свака манифестује своје феномене на свом нивоу . [. . . ] 
[. . . ] Стари херметички аксиом, "Како горе тако и доле", може бити уведен у употребу у овом тренутку. Потрудимо се да сагледамо рад на вишим нивоима тако што ћемо их сами испитати. Начело кореспонденције се мора применити на овај као и на друге проблеме. Да видимо! На сопственом плану бића, како човек ствара? Па, прво, он може да ствара правећи нешто од спољашњих материјала. Али ово неће успети, јер не постоје материјали ван СВЕ са којима се може стварати. Па, онда, друго, човек ствара или репродукује своју врсту процесом рађања, што је самоумножавање које се постиже преношењем дела своје супстанце на своје потомство. Али ово неће успети, јер СВЕ не може пренети или одузети део себе, нити се може репродуковати или умножавати – на првом месту би било одузимање, а у другом случају множење или сабирање СВЕ, обе мисли су апсурдне. Зар не постоји трећи начин на који ЧОВЕК ствара? Да, постоји — он МЕНТАЛНО СТВАРА! И чинећи то, он не користи никакве спољашње материјале, нити се репродукује, а ипак његов Дух прожима Менталну Креацију. Следећи принцип кореспонденције, оправдано сматрамо да СВЕ ствара Универзум МЕНТАЛНО, на начин сличан процесу у коме Човек ствара Менталне слике. [. . . ] 
[. . . ] Ученик ће, наравно, схватити да су горе дате илустрације нужно несавршене и неадекватне, јер представљају стварање менталних слика у коначним умовима, док је Универзум креација бесконачног ума — а разлика између два пола се раздваја њих. Па ипак, то је само питање степена – исти принцип је у функцији – принцип кореспонденције се манифестује у сваком – „Како горе, тако доле; како доле, тако горе“. И, у оној мери у којој човек схвати постојање унутрашњег Духа иманентног унутар његовог бића, тако ће се уздићи на духовној скали живота. То је оно што духовни развој значи — препознавање, остварење и испољавање Духа у нама. Покушајте да запамтите ову последњу дефиницију — ону духовног развоја. Садржи Истину Истинске Религије. 